# So Close (NOTD-und-Felix-Jaehn-Lied)
So Close (englisch für „So nah“) ist ein Lied des deutschen DJs Felix Jaehn und dem schwedischen DJ-Duo NOTD, in Kooperation mit dem US-amerikanischen Musikproduzenten-Trio Captain Cuts und der britischen Singer-Songwriterin Georgia Ku. Das Stück erschien als erste Singleauskopplung aus Jaehns zweitem Studioalbum Breathe.

## Entstehung und Artwork
Geschrieben wurde das Lied gemeinsam vom US-amerikanischen Musikproduzenten-Trio Captain Cuts (bestehend aus: Ben Berger, Ryan McMahon und Ryan Rabin), dem deutschen DJ Felix Jaehn, der britischen Singer-Songwriterin Georgia Ku und dem schwedischen DJ-Duo NOTD (bestehend aus: Samuel Brandt und Magnus Danielsson). Mit Ausnahme von Ku waren alle Autoren ebenfalls an der Produktion des Stücks beteiligt. Das Mastering erfolgte unter der Leitung des US-amerikanischen Tontechnikers Colin Leonard von SING Mastering und seinem Assistenten Donn Aaron Mixon. Abgemischt wurde So Close durch den US-amerikanischen Toningenieur Miles Walker und seinem Assistenten Ryan Jumper. Die Single wurde unter dem Musiklabel ToWonder Music veröffentlicht und durch Universal Music Publishing vertrieben.
Auf dem Cover der Maxi-Single ist – neben Künstlernamen und Liedtitel – der Eingang eines sich in Chinatown befindenden Klubs zu sehen. Es handelt sich um eine Zeichnung und keine Realaufnahme. Die Künstlernamen und der Liedtitel sind in einer Reklameanzeige über dem Klubeingang zu finden.

## Veröffentlichung und Promotion
Die Erstveröffentlichung von So Close erfolgte als Einzeldownload am 2. November 2018. Im gleichen Jahr erschien in Schweden ebenfalls eine Single-CD als Promo-Tonträger. Am 1. Februar 2019 erschien mit So Close (Remixes) eine 2-Track-Single zum Download. Diese beinhaltet zwei Remixversionen vom britischen DJ Curbi sowie vom US-amerikanischen DJ Dwilly. Am 1. Oktober 2021 erschien das Lied als Teil von Jaehns zweitem Studioalbum Breathe.

## Hintergrund
Über sein Instagram-Profil verriet Jaehn am Tag der Single-Veröffentlichung, wie es zu So Close kam. Die Idee hierzu kam ihm, als er auf dem Weg zu den Tonstudios in Los Angeles (Vereinigte Staaten) war und auf seiner Reise eine Açaí-Bowl aß. Diese schmeckte ihm so gut, dass er lautstark die Laute „mmm aaaah“ von sich gab, woraufhin sein Tour-Manager ihm die Frage stellte, ob er wisse, dass es kein Sex sei. Jaehn erwiderte: „Ja, aber das aktuelle Befinden sei dem so nahe, so eine starke Befriedigung habe er seit langem nicht gefühlt“. Sie änderten die Aussage in „so close to love“ (englisch für „So nah am Verliebtsein“), weil es sich „angemessener“ anfühlen würde. („I was eating an acai bowl on my way to the studio in LA that was so good I began to ‘mmm aaaah’. My tour manager said ‘You know it’s not sex don’t you?’ I replied ‘Yeah but it’s the closest I got in a while’ … and the idea for a song was born. We turned it into ‘so close to love’, which feels a lot more appropriate!“)

## Inhalt
Der Liedtext zu So Close ist in englischer Sprache verfasst. Wörtlich ins Deutsche übersetzt bedeutet der Titel so viel wie „So nah“. Die Musik und der Text wurden gemeinsam von Captain Cuts, Felix Jaehn, Georgia Ku und NOTD geschrieben. Musikalisch bewegt sich das Lied im Bereich des Dance-Pops und des House. Das Tempo beträgt 125 Schläge pro Minute. Inhaltlich befasst sich So Close mit den Auf- und Abs einer Liebesbeziehung. Aufgebaut ist das Lied auf zwei Strophen, einer Bridge und einem Refrain. Es beginnt mit der ersten Strophe, auf die ein Pre-Chorus sowie schließlich der eigentliche Refrain folgt. Der gleiche Vorgang wiederholt sich mit der zweiten Strophe. Nach dem zweiten Refrain folgt ein kurzer Post-Chorus, ehe das Lied mit einer Bridge endet. Die Bridge sowie der Post-Chorus setzten sich aus Teilen des Refrains zusammen. Der Rhythmus der Strophen ist im 4-to-the-floor-Rhythmus. Der Gesang im Lied stammt lediglich von Georgia Ku, die anderen Interpreten sind nur an der Produktion beteiligt.
| “Yeah, we got so close, so close to love. But you had to go and mess it up. Was it all too much or just not enough? When we got so close, so close to love.” – Refrain, Originalauszug | „Ja, wir sind uns so nah gekommen, kurz vor dem Verliebtsein, aber du musstest es vermasseln. War es alles zu viel für dich, oder war es dir nicht genug? Als wir uns so nah gekommen sind, kurz vor dem Verliebtsein.“ – Refrain, Übersetzung |

## Musikvideo

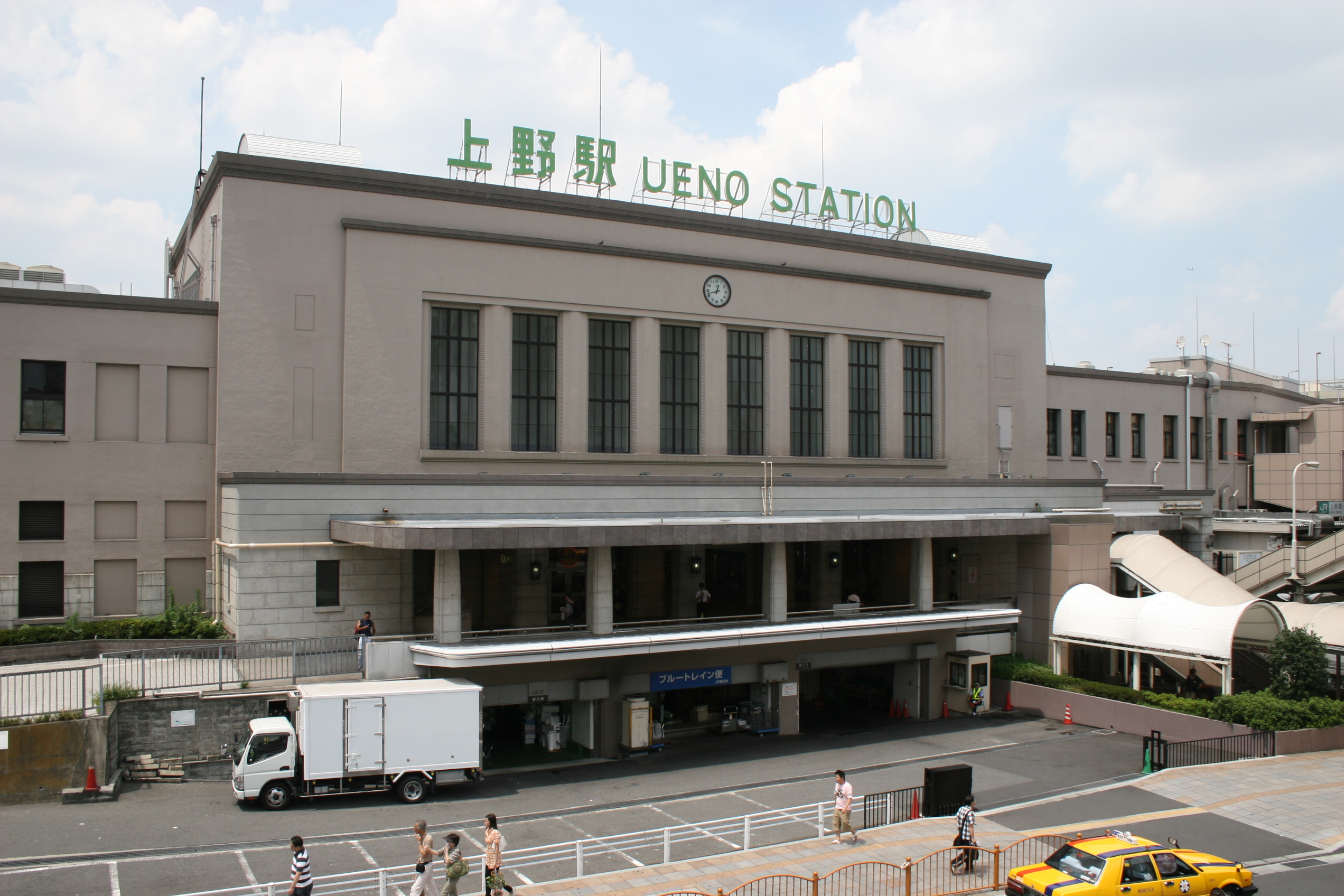
Drehort: Bahnhof Ueno.

Das Musikvideo zu So Close wurde in Tokio (Japan) gedreht und feierte am 3. Dezember 2018 auf YouTube seine Premiere. Zu sehen ist die Geschichte einer jungen Frau und eines jungen Mannes, die sich näher kommen. Das Video beginnt mit beiden, die getrennt voneinander durch die Straßen Tokios laufen und dabei völlig von der Außenwelt abgeschirmt nur auf ihr Smartphone konzentriert sind. Vor dem Bahnhof Ueno stoßen beide plötzlich aufeinander, sie schauen sich in die Augen und umkreisen sich. Nach kurzer Zeit fängt er an zu tanzen und streckt ihr die Hand aus. Nach einem kurzen Solotanz ihrerseits, greift sie seine Hand und die beiden rennen zusammen los. Plötzlich ändert sich die Szene und beide stehen mit neuem Outfit an einem neuen Standort in der Innenstadt Tokios. Dort bewegen sie sich weiter tanzend fort. Mal sind sie zusammen zu sehen, wie sie sich näher kommen, mal wie sie auf Abstand gehen & in einigen Szenen auch jeder alleine für sich. Das Video endet mit beiden Händchen haltend. Die Gesamtlänge des Videos beträgt 3:20 Minuten. Regie führten Miles&AJ. Bis Mai 2023 zählte das Musikvideo über 5,8 Millionen Aufrufe bei YouTube.

## Mitwirkende
| Liedproduktion - Ben Berger: Komponist, Liedtexter, Musikproduzent - Samuel Brandt: Komponist, Liedtexter, Musikproduzent - Magnus Danielsson: Komponist, Liedtexter, Musikproduzent - Felix Jaehn: Komponist, Liedtexter, Musikproduzent - Ryan Jumper: Abmischung - Georgia Ku: Gesang, Komponist, Liedtexter - Colin Leonard: Mastering - Ryan McMahon: Komponist, Liedtexter, Musikproduzent - Donn Aaron Mixon: Mastering - Ryan Rabin: Komponist, Liedtexter, Musikproduzent - Miles Walker: Abmischung | Musikvideo - Austin Barbera: Ausführender Produzent - Brian Bell: Filmproduzent - Jake Krask: Ausführender Produzent - Miles&AJ: Regisseur Unternehmen - SING Mastering: Tonstudio - SixTwentySix: Filmproduzent (Musikvideo) - ToWonder Music: Musiklabel - Universal Music Publishing: Vertrieb |

## Rezensionen
S. Wernke-Schmiesing vom deutschsprachigen Musik-Portal dance-charts.com ist der Meinung, dass So close ein „Hit“ werde. Da lege sie und die Redaktion sich fest. Das Lied schein wie gemacht für das Radio- und das Spotify-Universum. Mit NOTD, die 250 Millionen Musikstreamings dieses Jahr bereits einfuhren und „Superstar Jaehn“ könne eigentlich nicht viel schiefgehen.
Das DJ Magazine kürte So Close zu einem der „Highlights der EDM-Releases dieser Woche“. Im gleichen Atemzug beschrieb das Magazin das Stück als „hörenswert“ sowie als „Stimmungsmacher“ für die regnerischen Tage.

## Kommerzieller Erfolg

### Chartplatzierungen
So Close erreichte gleich nach seiner Veröffentlichung die schwedischen Musikcharts. Die Single erreichte Position 77 und konnte sich insgesamt eine Woche in den Sverigetopplistan halten. In Deutschland erreichte die Single erstmals drei Monate, nach seiner Erstveröffentlichung, die offiziellen Single-Charts. Als höchste Notierung konnte So Close Position 45 in den deutschen Singlecharts verbuchen, die Single hielt sich insgesamt neun Wochen in der Hitparade. In den deutschen Dance-Charts stieg die Single bereits in der ersten Verkaufswoche im November 2018 ein, mit Position neun erreichte die Single seine höchste Platzierung bei elf Chartwochen. Darüber hinaus erreichte So Close Position 82 der deutschen Download-Charts. In Österreich erreichte die Single in sieben Chartwochen Position 43 der Charts. In den Vereinigten Staaten verfehlte die Single die Billboard Hot 100 und konnte sich jedoch in verschiedenen Genre-Charts platzieren. So Close erreichte die Spitzenposition der Billboard Dance Club Songs und der Billboard Dance/Mix Show Airplay sowie Position zwölf der Billboard Hot Dance/Electronic Songs.
Für Jaehn als Interpret ist dies, inklusive des Charterfolgs mit seinem Musikprojekt Eff, der 13. Charterfolg in Deutschland sowie sein zwölfter Charterfolg in Österreich. Als Musikproduzent erreichte Jaehn hiermit zum zwölften Mal die deutschen und zum elften Mal die österreichischen Singlecharts. In seiner Autorentätigkeit erreichte er mit So Close zum elften Mal die Charts in Deutschland sowie zum zehnten Mal in Österreich. NOTD erreichten hiermit erstmals die deutschen und österreichischen Charts in allen Funktionen, in ihrer Heimat Schweden ist es in allen Funktionen nach I Wanna Know ihr zweiter Charterfolg. Für Captain Cuts ist es in Deutschland und Österreich ebenfalls ihr erster Charterfolg als Interpret. In ihrer Autoren- und Produktionstätigkeit erreichten sie hiermit nach I Got You (Bebe Rexha) zum zweiten Mal die Singlecharts in beiden Ländern. Ku erreichte hiermit auch erstmals die deutschen und österreichischen Singlecharts als Interpretin. Als Autorin erreichte sie ebenfalls nach Scared to Be Lonely (Martin Garrix feat. Dua Lipa) zum zweiten Mal die Singlecharts in Deutschland und Österreich.
| ChartsChartplatzierungen | Höchstplatzierung | Wochen |
| ------------------------ | ----------------- | ------ |
| Deutschland (GfK)        | 45 (9 Wo.)        | 9      |
| Österreich (Ö3)          | 43 (7 Wo.)        | 7      |
| Schweden (GLF)           | 77 (1 Wo.)        | 1      |

### Auszeichnungen für Musikverkäufe
Am 10. März 2022 wurde So Close in den Vereinigten Staaten mit einer Platin-Schallplatte für über eine Million verkaufte Einheiten ausgezeichnet, bereits am 30. Oktober 2019 erreichte das Lied Goldstatus. In Deutschland erreichte die Single im Mai 2023 Goldstatus mit über 200.000 verkauften Einheiten. Weltweit erhielt So Close eine Silberne, drei Goldene sowie fünf Platin-Schallplatten für über 1,6 Millionen verkaufte Einheiten.
| Land/Region                  | Auszeichnungen für Musikverkäufe (Land/Region, Auszeichnung, Verkäufe) | Verkäufe  |
| ---------------------------- | ---------------------------------------------------------------------- | --------- |
| Australien (ARIA)            | 2× Platin                                                              | 140.000   |
| Brasilien (PMB)              | Gold                                                                   | 20.000    |
| Deutschland (BVMI)           | Gold                                                                   | 200.000   |
| Kanada (MC)                  | Gold                                                                   | 40.000    |
| Neuseeland (RMNZ)            | 2× Platin                                                              | 60.000    |
| Vereinigte Staaten (RIAA)    | Platin                                                                 | 1.000.000 |
| Vereinigtes Königreich (BPI) | Silber                                                                 | 200.000   |
| Insgesamt                    | 1× Silber · 3× Gold · 5× Platin ·                                      | 1.660.000 |